# 欧丹勒蒂什
欧丹勒蒂什（法語：Audun-le-Tiche，法語發音：[odɛ̃ lə tiʃ]）是法国摩泽尔省的一个市镇，位于该省西北部，属于蒂永维尔区。

## 地理
欧丹勒蒂什（49°28'24"N, 5°57'28"E）面积15.43 平方千米，位于法国大東部大區摩泽尔省，该省份为法国东北部内陆省份，是洛林的一部分，西南接默尔特-摩泽尔省，东临下莱茵省，北与卢森堡和德国接壤。
与欧丹勒蒂什接壤的市镇（或旧市镇、城区）包括：阿尔泽特河畔埃施、克吕讷、维勒吕、欧梅斯、奥唐日、吕桑日。
欧丹勒蒂什的时区为UTC+01:00、UTC+02:00（夏令时）。

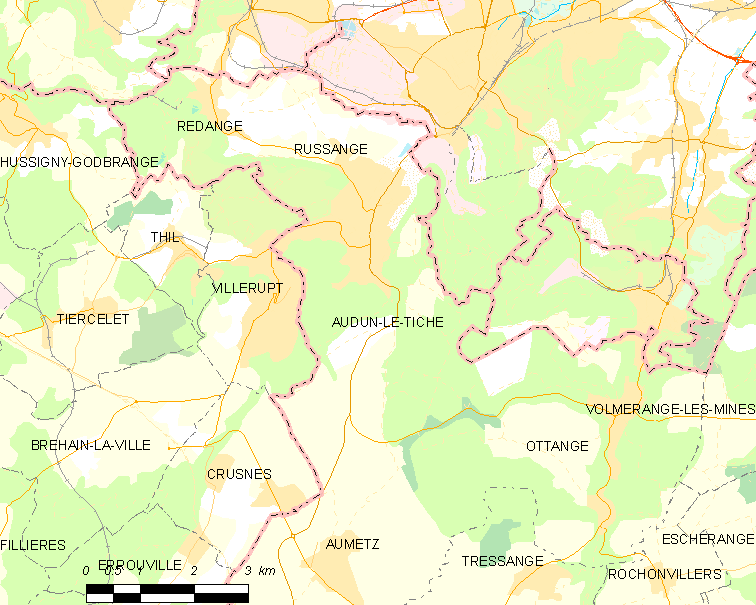
欧丹勒蒂什的OSM定位图

## 行政
欧丹勒蒂什的邮政编码为57390，INSEE市镇编码为57038。

## 政治
欧丹勒蒂什所属的省级选区为阿尔格朗日县。

## 交通
摩泽尔省省道D16线纵贯南北，省内城际大巴车46号线可前往省会梅斯。

## 人口

1962-2008年间欧丹勒蒂什人口变化图示

欧丹勒蒂什于2022年1月1日时的人口数量为7268人。

## 友好城市
- 法國 卢丹